# Нето Волпи
Не́то Во́лпи, настоящее имя Алви́но Во́лпи Не́то (порт. Alvino Volpi Neto; Neto Volpi; родился 1 августа 1992 года, Риу-ду-Кампу, штат Санта-Катарина) — бразильский футболист, вратарь.

## Биография
Алвино Волпи Нето является воспитанником «Фигейренсе». Стал привлекаться к основному составу в 2011 году, а дебютировал за взрослую команду 26 февраля 2012 года. В гостевом матче против «Камбориу» при счёте 5:1 в пользу «фигейры» Нето Волпи на 83 минуте вышел на замену основному вратарю Вилсону Родригесу. 15 апреля сыграл с тем же соперником в домашнем матче (3:2) Лиги Катариненсе, и впоследствии оставался в запасе на протяжении двух лет. Стал чемпионом штата в 2014 году, не сыграв ни одного матча, после чего перешёл в «Санту-Андре». Выиграл с этой командой второй по значимости турнир штата Сан-Паулу — Кубок Паулисты. В 2016 году стал игроком «Тубарана», однако за этот клуб за три сезона провёл всего две игры — в основном вратарь на правах аренды играл за другие команды. В 2016—2017 году играл за «Интернасьонал» из Лажиса. В апреле 2017 года Нето Волпи обратился в полицию с заявлением о том, что президент клуба второго дивизиона Лиги Катариненсе «Андрауса», Жозе Нелсон де Оливейра Маркес, связался с ним на предмет организации договорного матча. Маркес просил за деньги пропустить два мяча в предстоящей игре с «Жоинвилем». В 2018 году Нето Волпи ненадолго вернулся в «Фигейренсе», и во второй раз стал чемпионом штата, однако вновь он не сыграл в победной кампании ни одного матча.
В том же 2018 году начался зарубежный этап в карьере Нето Волпи. Бразилец стал игроком «Америки» (Кали). В ходе Финалисасьона 2018 он чаще оставался в запасе, хотя и провёл семь матчей. Первую половину 2019 года на правах аренды выступал за «Депортиво Пасто», с которым дошёл до финала Апертуры. После возвращения в «Америку» стал твёрдым игроком основы, и помог «красным дьяволам» выиграть титул чемпионов Колумбии — впервые за 11 лет. В обоих финалах в 2019 году командам Волпи противостоял «Хуниор». После завершения успешного сезона бразилец отправился выступать в Японию.
В первой половине 2021 года выступал в Лиге Катариненсе за «Конкордию». С июля 2021 года является игроком уругвайского «Пеньяроля». В первый же год помог своей команде выиграть чемпионат Уругвая.

## Достижения
- Чемпион штата Санта-Катарина (2): 2014 (не играл), 2014 (не играл)
- Обладатель Кубка Паулисты (1): 2014
- Чемпион Колумбии (1): Финалисасьон 2019
- Вице-чемпион Колумбии (1): Апертура 2019
- Чемпион Уругвая (1): 2021